# Гораєць-Стара-Весь
Гораєць-Стара-Весь (пол. Gorajec-Stara Wieś) — село в Польщі, у гміні Радечниця Замойського повіту Люблінського воєводства. Населення — 335 осіб (2011).

## Історія
У 1975—1998 роках село належало до Замойського воєводства.

## Демографія
Демографічна структура станом на 31 березня 2011 року:
|          | Загалом | Допрацездатний вік | Працездатний вік | Постпрацездатний вік |
| -------- | ------- | ------------------ | ---------------- | -------------------- |
| Чоловіки | 153     | 22                 | 100              | 31                   |
| Жінки    | 182     | 28                 | 91               | 63                   |
| Разом    | 335     | 50                 | 191              | 94                   |

## Особистості

### Народилися
- Христина Бурштинська (нар. 1940) — український географ[3].